# 公務
| ウィキペディアには「公務」という見出しの百科事典記事はありません（タイトルに「公務」を含むページの一覧/「公務」で始まるページの一覧）。 代わりにウィクショナリーのページ「公務」が役に立つかもしれません。 |